# Diputación Provincial de Zaragoza
La Diputación de Zaragoza es el órgano institucional propio de la provincia de Zaragoza que engloba a los 293 municipios de la misma y se encarga de ofrecer diversos servicios a los ciudadanos, así como de fomentar la colaboración entre los municipios. Fue establecida con la actual división de España en provincias por Javier de Burgos en 1833.
Su actual presidente es Juan Antonio Sánchez Quero.

## Historia
Las Diputaciones provinciales tienen su origen en la Constitución de 1812. El artículo 325 señala que en cada provincia habrá una Diputación llamada provincial. Se establece también como nueva administración dentro de la reorganización que se pretende dentro del nuevo Estado. Sin embargo, la implantación de las Diputaciones provinciales no va a ser uniforme, y van a verse influenciadas por la convulsa situación política del siglo XIX. Constituidas durante los periodos liberales (1812-1814 y 1820-1823) y suprimidas en los periodos absolutistas, la definitiva instalación de las diputaciones se llevó a cabo como consecuencia del Decreto de 30 de noviembre de 1833, de división del territorio, de Javier de Burgos.
El Real Decreto de 21 de septiembre de 1835 sobre el modo de constituir y formar las Diputaciones provinciales es el punto de partida para la instalación definitiva de las mismas.
Los orígenes del edificio de la Diputación Provincial de Zaragoza, DPZ, se remontan al siglo XIX. En la antigua plaza San Francisco, actual plaza España de Zaragoza, se encontraba el convento de San Francisco, el cual, como muchos de los edificios de la ciudad, quedó destruido tras los asedios que sufrió Zaragoza durante la Guerra de la Independencia.
A mediados del siglo XIX, los terrenos que ocupaban las ruinas del convento fueron cedidos a la corporación provincial y se comenzó a levantar el palacio.
En 1843 entró en servicio la sede con unas habitaciones para secretaría y un pequeño salón de sesiones.

## Corporación provincial
La Diputación de Zaragoza se compone de 27 diputados provinciales que son elegidos por los distintos partidos judiciales de la provincia de Zaragoza en razón a los resultados conseguidos por los distintos partidos en relación con la representatividad de concejales en los Ayuntamientos una vez constituidos estos resultando de las elecciones municipales. Estos diputados forman el pleno de la corporación, máximo órgano de gobierno de la administración provincial. El pleno se divide en grupos políticos atendiendo al reparto en partidos políticos.
Integran la Diputación Provincial, como órganos de Gobierno de la misma, el presidente, los vicepresidentes, la Junta de Gobierno, el Pleno y las Comisiones informativas. Desde el 25 de junio de 2015 su presidente es el socialista Juan Antonio Sánchez Quero, alcalde de Tobed.

## Distribución de los escaños
| Actual distribución de la Diputación tras las elecciones municipales de 2023 | Actual distribución de la Diputación tras las elecciones municipales de 2023 | Actual distribución de la Diputación tras las elecciones municipales de 2023 | Actual distribución de la Diputación tras las elecciones municipales de 2023 | Actual distribución de la Diputación tras las elecciones municipales de 2023 |
| Partido político                                                             | Votos                                                                        | %                                                                            | Diputados                                                                    |                                                                              |
| ---------------------------------------------------------------------------- | ---------------------------------------------------------------------------- | ---------------------------------------------------------------------------- | ---------------------------------------------------------------------------- | ---------------------------------------------------------------------------- |
| Partido de los Socialistas de Aragón (PSOE-Aragón)                           | 141 128                                                                      | 29,14 %                                                                      | 12                                                                           |                                                                              |
| Partido Popular de Aragón (PPA)                                              | 176 953                                                                      | 36,54 %                                                                      | 11                                                                           |                                                                              |
| Vox (VOX)                                                                    | 49 773                                                                       | 10,27 %                                                                      | 2                                                                            |                                                                              |
| Zaragoza en Común-Izquierda Unida-Partido GZ-Anticapitalistas Aragón (ZGZ)   | 24 293                                                                       | 5,01 %                                                                       | 1                                                                            |                                                                              |
| Chunta Aragonesista (CHA)                                                    | 23 817                                                                       | 4,91 %                                                                       | 1                                                                            |                                                                              |

### Distribución de escaños por partidos judiciales
| Partido judicial       |    |    |   |   |   | Diputados |
| ---------------------- | -- | -- | - | - | - | --------- |
| Calatayud              | 2  | 2  |   |   |   | 4         |
| Caspe                  | 1  |    |   |   |   | 1         |
| Daroca                 | 1  |    |   |   |   | 1         |
| Ejea de los Caballeros | 2  | 1  |   |   |   | 3         |
| Tarazona               | 1  | 1  |   |   |   | 2         |
| Zaragoza               | 5  | 7  | 2 | 1 | 1 | 16        |
| Total                  | 12 | 11 | 2 | 1 | 1 | 27        |

## Presidentes de la Diputación
| Período                                         | Nombre del presidente         | Partido político |
| ----------------------------------------------- | ----------------------------- | ---------------- |
| 1 de enero de 1864-2 de enero de 1867           | Gervasio Ucelay y Erruz       |                  |
| 2 de enero de 1867-2 de octubre de 1868         | Fernando López Roda           |                  |
| 3 de octubre de 1868-1 de noviembre de 1872     | Gervasio Ucelay y Erruz       |                  |
| 2 de noviembre de 1872-4 de marzo de 1873       | Joaquín Martón y Gavín        |                  |
| 4 de marzo de 1873-26 de septiembre de 1873     | Matías Galbe y Oliván         |                  |
| 26 de septiembre de 1873-16 de enero de 1874    | Francisco Velázquez           |                  |
| 16 de enero de 1874-8 de enero de 1875          | Luis Franco y López           |                  |
| 8 de enero de 1875-7 de febrero de 1876         | Ángel Valero y Algora         |                  |
| 9 de febrero de 1876-7 de junio de 1876         | Fernando López Roda           |                  |
| 19 de julio de 1876-20 de marzo de 1877         | Bonifacio Alvira              |                  |
| 21 de marzo de 1877-3 de mayo de 1878           | Fernando de Paula Oseñalde    |                  |
| 1 de abril de 1878-3 de mayo de 1878            | Pedro Olleta Veratón          |                  |
| 3 de mayo de 1878-4 de enero de 1883            | Martín Villar García          |                  |
| 4 de enero de 1883-7 de noviembre de 1884       | Casiano Arrizabalaga Dehesa   |                  |
| 7 de noviembre de 1884-16 de noviembre de 1885  | Rafael Cistué Navarro         |                  |
| 17 de noviembre de 1885-23 de noviembre de 1892 | Pedro Olleta Veratón          |                  |
| 23 de noviembre de 1892-2 de noviembre de 1894  | José María Caballero Montes   |                  |
| 6 de noviembre de 1894-2 de noviembre de 1896   | José Millán y Conde           |                  |
| 4 de noviembre de 1896-22 de abril de 1901      | Alfredo de Ojeda Perpiñán     |                  |
| 24 de abril de 1901-22 de abril de 1905         | Enrique Naval y Garcés        |                  |
| 24 de abril de 1905-1 de diciembre de 1909      | Luis Pérez Cistué             |                  |
| 2 de diciembre de 1909-25 de enero de 1913      | Sixto Celorrio Guillén        |                  |
| 25 de enero de 1913-1 de mayo de 1915           | Emerenciano García Sánchez    |                  |
| 6 de mayo de 1915-1 de mayo de 1917             | Enrique Isábal Pallarés       |                  |
| 2 de mayo de 1917-7 de enero de 1921            | Javier Ramírez Orue           |                  |
| 7 de enero de 1921-12 de julio de 1921          | Julio López Gil               |                  |
| 12 de julio de 1921-6 de agosto de 1921         | Manuel Lorente Atienza        |                  |
| 6 de agosto de 1921-1 de agosto de 1923         | Emilio Villarroya Casas       |                  |
| 6 de agosto de 1923-11 de enero de 1924         | Mariano Pin Novella           |                  |
| 11 de enero de 1924-20 de enero de 1924         | Rafael Calvo Blasco           |                  |
| 20 de enero de 1924-27 de diciembre de 1928     | Antorio Lasierra Purroy       |                  |
| 27 de diciembre de 1928-23 de octubre de 1929   | Patricio Borobio Díaz         |                  |
| 23 de octubre de 1929-25 de febrero de 1930     | Manuel de Lasala Llamas       |                  |
| 25 de febrero de 1930-31 de marzo de 1930       | Román Cisneros Serrano        |                  |
| 31 de marzo de 1930-25 de abril de 1931         | Francisco Blesa Comín         |                  |
| 25 de abril de 1931-25 de abril de 1931         | Mariano Gaspar Lausín         |                  |
| 25 de abril de 1931-9 de abril de 1932          | Lucas Ernesto Montes Azcona   |                  |
| 9 de abril de 1932-6 de julio de 1935           | Luis Orensanz Moliné          |                  |
| 6 de julio de 1935-7 de marzo de 1936           | Luis Zarazaga Gutiérrez       |                  |
| 7 de marzo de 1936-19 de julio de 1936          | Manuel Pérez-Lizano           |                  |
| 25 de julio de 1936-16 de agosto de 1936        | Luis Orensanz Moliné          |                  |
| 16 de agosto de 1936-18 de marzo de 1940        | Miguel Allué Salvador         |                  |
| 18 de marzo de 1940-15 de abril de 1940         | Lorenzo López Buera           |                  |
| 15 de abril de 1940-17 de agosto de 1942        | Enrique Giménez Gran          |                  |
| 7 de septiembre de 1942-28 de octubre de 1942   | Lorenzo López Buera           |                  |
| 28 de octubre de 1942-31 de diciembre de 1943   | Eduardo Baeza Alegría         |                  |
| 31 de diciembre de 1943-16 de marzo de 1944     | José María Monterde Pérez     |                  |
| 16 de marzo de 1944-6 de mayo de 1946           | Laureano Labarta Ubieto       |                  |
| 6 de mayo de 1946-20 de julio de 1946           | Fernando Solano Costa         |                  |
| 20 de julio de 1946-7 de febrero de 1949        | José María García Belenguer   |                  |
| 7 de febrero de 1949-27 de mayo de 1953         | Fernando Solano Costa         |                  |
| 27 de mayo de 1953-30 de enero de 1954          | Francisco Caballero Ibáñez    |                  |
| 30 de enero de 1954-13 de marzo de 1954         | Pedro Antonio Muñoz Casayús   |                  |
| 13 de marzo de 1954-20 de abril de 1970         | Antonio Zubiri Vidal          |                  |
| 20 de abril de 1970-31 de enero de 1974         | Pedro Baringo Rosinach        |                  |
| 31 de enero de 1974-29 de marzo de 1974         | Ricardo Malumbres Logroño     |                  |
| 29 de marzo de 1974-28 de enero de 1976         | Hipólito Gómez de las Roces   |                  |
| 28 de enero de 1976-8 de febrero de 1976        | Gaspar Castellano y de Gastón |                  |
| 8 de febrero de 1976-21 de abril de 1977        | Hipólito Gómez de las Roces   |                  |
| 21 de abril de 1977-16 de febrero de 1979       | Gaspar Castellano y de Gastón |                  |
| 16 de febrero de 1979-26 de abril de 1979       | Alfredo Collados Vicente      |                  |
| 26 de abril de 1979-29 de septiembre de 1982    | Gaspar Castellano y de Gastón |                  |
| 29 de septiembre de 1982-25 de mayo de 1983     | Fernando Peligero Gómez       |                  |
| 25 de mayo de 1983-5 de junio de 1983           | María Pilar Salvo Salanova    |                  |
| 8 de junio de 1983-8 de marzo de 1986           | Florencio Repollés Julve      |                  |
| 8 de marzo de 1986-6 de julio de 1987           | Carlos Alegre Sero            |                  |
| 9 de julio de 1987-27 de septiembre de 1993     | José Marco Berges             |                  |
| 27 de septiembre de 1993-7 de julio de 1995     | Pascual Marco Sebastián       |                  |
| 10 de julio de 1995-4 de agosto de 1999         | José Ignacio Senao Gómez      |                  |
| 4 de agosto de 1999-22 de junio de 2011         | Javier Lambán                 |                  |
| 22 de junio de 2011-25 de junio de 2015         | Luis María Beamonte           |                  |
| 25 de junio de 2015-...                         | Juan Antonio Sánchez Quero    |                  |

## Línea de tiempo de los Presidentes de la Diputación Provincial de Zaragoza
- Datos: Q2917971
- Multimedia: Diputación Provincial de Zaragoza / Q2917971